# لوکاس ژوائو
لوکاس ادواردو دوس سانتوس ژوائو (به پرتغالی: Lucas Eduardo Santos João؛ زادهٔ ۴ سپتامبر ۱۹۹۳) که عموماً با نام لوکاس ژوائو نیز شناخته می‌شود، بازیکن فوتبال اهل آنگولا و متولد پرتغال است که در پست مهاجم برای باشگاه عمرانیه‌اسپور در لیگ دسته اول ترکیه بازی می‌کند.
از باشگاه‌هایی که در آن بازی کرده است می‌توان به ناسیونال، میراندلا، شفیلد ونزدی، بلکبرن روورز، باشگاه فوتبال ردینگ، شانگهای پورت، ام صلال و پرسپولیس اشاره کرد.
وی همچنین در تیم‌های ملی فوتبال زیر ۲۰ سال پرتغال، زیر ۲۱ سال پرتغال، زیر ۲۳ سال پرتغال و پرتغال بازی کرده است.

## دوران باشگاهی

### ناسیونال
لوکاس ژوائو که در لیسبون با تبار آنگولایی زاده شد. او فوتبال را با تیم آماتور بیرا مار اتلتیکو کلاب آلمادا آغاز کرد. در سال ۲۰۱۱ با سی.دی. ناسیونال قراردادی برای تیم بزرگسالان بست. او واپسین سال خود را به عنوان بازیکن جوانان در همین باشگاه گذرانده بود.
لوکاس ژوائو نخستین بازی خود را در رده بزرگسالان با اس‌سی میراندلا به صورت قرضی انجام داد. او برای فصل ۲۰۱۳–۲۰۱۴ به مادیرا بازگشت و نخستین بازی خود را در لیگ برتر در ۱۵ سپتامبر ۲۰۱۳ انجام داد.
لوکاس ژوائو نخستین گلش را در لیگ برتر در ۱۱ ژانویه ۲۰۱۵ زد. او شش گل دیگر به ثمر رساند (در مجموع هفت) و در پایان تیمش در جایگاه هفتم قرار گرفت.

### شفیلد ونزدی
۳۱ ژوئیه ۲۰۱۵، لوکاس ژوائو به هم تیمی پیشینش مارکو ماتیاس در باشگاه انگلیسی شفیلد ونزدی پیوست و با یک قرارداد چهار ساله با مبلغی نامشخص موافقت کرد. او اولین بازی خود را در مسابقات قهرمانی لیگ فوتبال در ۸ آگوست انجام داد و جایگزین آتده نوهیو برای ۱۳ دقیقه آخر برد ۲–۰ مقابل بریستول سیتی شد. او اولین گل خود را سه روز بعد در پیروزی ۴–۱ مقابل منزفیلد تاون در جام اتحادیه در ورزشگاه هیلزبورو به ثمر رساند.
لوکاس ژوائو، یکی از سه بازیکنی بود که در ۲۷ اکتبر ۲۰۱۵ هدف قرار گرفتند زیرا چهارشنبه، آرسنال را ۳–۰ در خانه شکست داد تا به دور پنجم جام اتحادیه برسد. در ۳۰ ژانویه ۲۰۱۷، او تا پایان فصل به صورت قرضی به تیم دسته دوم بلکبرن روورز رفت.

### ردینگ
لوکاس ژوائو در ۶ اوت ۲۰۱۹ با قراردادی چهار ساله با پرداختی نامشخص، سه روز پس از گلزنی برابر آن‌ها در خدمت شفیلد ونزدی به ردینگ پیوست. اولین گل برای باشگاه جدیدش در دومین حضورش در مسابقات قهرمانی به ثمر رسید اما در باخت ۲–۱ خارج از خانه مقابل هال سیتی.
در ۵ سپتامبر ۲۰۲۰، لوکاس ژوائو در پیروزی ۳–۱ در برابر کولچستر یونایتد در جام اتحادیه هت‌تریک کرد. او فصل لیگ را به‌عنوان پنجمین گلزن برتر با ۱۹ گل به پایان رساند زیرا سلطنتی‌ها، یک پله پلی آف را از دست دادند. در ۱۷ مه ۲۰۲۳، پس از خودداری از سفر با تیم برای آخرین بازی خارج از خانه آن‌ها پس از قطعی شدن سقوط، ریدینگ اعلام کرد که لوکاس ژوائو در پایان قراردادش ورزشگاه مدیسکی را ترک خواهد کرد.

### واپسین سال‌ها و انتقال به آسیا
در فصل ۲۰۲۳، لوکاس ژوائو با باشگاه شانگهای پورت اف‌سی از سوپر لیگ چین قرارداد امضا کرد. در فوریه ۲۰۲۴، پس از قهرمانی با تیم چینی با ام صلال قراردادی کوتاه‌مدت بست تا به لیگ ستارگان قطر بپیوندد.

### پرسپولیس
در ۹ سپتامبر ۲۰۲۴، ژائو به پرسپولیس قهرمان لیگ برتر خلیج فارس پیوست. وی اولین گل خود را مقابل مس سونگون در یک شانزدهم جام حذفی به ثمر رساند.

## دوران ملی

### پرتغال
لوکاس ژوائو پنج بازی ملی در سطح جوانان برای پرتغال انجام داد از جمله سه بازی برای زیر ۲۱ سال پرتغال. او برای نخستین‌بار در ۶ نوامبر ۲۰۱۵، با سرمربی‌گری فرناندو سانتوس برای انجام بازی‌های دوستانه برابر روسیه و لوکزامبورگ به تیم بزرگسالان پرتغال دعوت شد. او در شکست ۰–۱ پرتغال در برابر روسیه، ۱۸ دقیقه به میدان رفت.

## آمار

### آمار ملی
تا تاریخ ۱۹ شهریور ۱۴۰۳
| پرتغال | پرتغال | پرتغال | پرتغال |
| سال    | بازی   | گل     | پاس گل |
| ------ | ------ | ------ | ------ |
| ۲۰۱۵   | ۲      | ۰      | ۰      |
| مجموع  | ۲      | ۰      | ۰      |
| آنگولا |        |        |        |
| ۲۰۲۲   | ۱      | ۰      | ۰      |
| ۲۰۲۳   | ۴      | ۱      | ۰      |
| ۲۰۲۴   | ۱      | ۰      | ۰      |
| مجموع  | ۶      | ۱      | ۰      |

گل‌های ملی
| شماره | تاریخ        | ورزشگاه           | بازی ملی | حریف | نتیجه | رقابت                                |
| ----- | ------------ | ----------------- | -------- | ---- | ----- | ------------------------------------ |
| ۱     | ۲۷ مارس ۲۰۲۳ | ورزشگاه ۱۱ نوامبر | ۳        | غنا  | ۱–۱   | مرحله مقدماتی جام ملت‌های آفریقا ۲۰۲۳ |

## افتخارات

### باشگاهی

#### شانگهای پورت
- سوپر لیگ چین: ۲۰۲۳[۱۲]

### فردی
- بهترین بازیکن ماه چمپیونشیپ: فوریه ۲۰۲۲[۱۳]